# سایین
صائین به انگلیسی saen روستایی است که در استان اردبیل، شهرستان نیر، بخش کوراییم، دهستان یورتچی شرقی قرار دارد. فاصله ان از مرکز استان حدود ۳۵ کیلومتر و از مرکز شهرستان نیز حدود ۳۰ کیلومتر می‌باشد.

## جمعیت
بر اساس سرشماری سال ۱۳۸۵ جمعیت این روستا ۲۸۷ نفر با ۵۰ خانوار بوده‌است که ساکن در روستا می‌باشند.

## جاذبه‌های گردشگری
قاراقوزی: قاراقوزی نام تپه ای بلند واقع در جنوب غربی روستا می‌باشد به دلیل وجود رودخانه در پای کوه همچنین پوشش گیاهی متنوع هنگام بهار و گیاهان دارویی همچون (کاکوتی - پونه و…) منظره بسیار زیبا برای بیننده ایجاد می‌کند. لازم است ذکر شود که قارا به معنی سیاه و قوزی به معنی پشت به آفتاب می‌باشد.
کول تپه: نام تپه ای باستانی می‌باشد که در سالهای بسیار دور محل اصلی روستا بوده و در ان مکان قلعه قدیمی بوده که بر اثر سوختن بر روی هم تلنبار شده و با مرور زمان و عوامل طبیعی به شکل تپه ای در آمده است.
کول به معنی خاکستر می‌باشد.
قاراچای: نام رودخانه که در شمال روستا امتداد دارد که دارای پوشش گیاهی که اکثراً درخت چنار و بید و درختان میوه جنگلی مثل سیب و آلو و آلوچه که محل مناسبی برای تفریح اهالی روستا و روستاهای اطراف می‌باشد.